# Торналя
Торналя (словац. Tornaľa) — місто в Словаччині у складі Банськобистрицького краю. Площа міста 57,76 км². Станом на 31 грудня 2017 року в місті проживало 7252 жителі.

## Історія
Перші згадки про місто датуються 1245 роком.

## Географія
Протікають річки Лапша і Чінча.

## Населення
| Рік:            | 1994. | 2004.   | 2014.   | 2024.   |
| --------------- | ----- | ------- | ------- | ------- |
| Кількість осіб: | 8457  | 8016    | 7364    | 6702    |
| Різниця:        |       | -5,21 % | -8,13 % | -8,98 % |

| Рік:            | 2023. | 2024.   |
| --------------- | ----- | ------- |
| Кількість осіб: | 6741  | 6702    |
| Різниця:        |       | -0,57 % |